# Dabr
Dabr是Twitter的第三方网页界面，采用PHP语言编写，通过对Twitter API的调用，实现Twitter的功能。dabr搭建的网站，可通过计算机、手机等设备使用。用户只需要简单配置参数，即可搭建第三方Twitter网站，无需占用系统数据库。

## 系统要求
- ApacheWeb服务器
- PHP 5.2+
- curl PHP 模块
- mcrypt PHP 模块
- mod_rewrite apache 模块

## 引用
1. ↑  .   [2010-01-24]. （原始内容存档于2010-02-11）.